# Antonio Bacelar Besteiro
Antonio Bacelar Besteiro (La Cañiza, Galicia, 1880 - ¿?) fue un abogado, periodista y empresario español.

## Trayectoria
Fue director de El Desengaño y correspondiente en Vigo de El Diario de Santiago, además de redactor de La Concordia. Fue secretario del Juzgado de La Cañiza y fundó y dirigió el periódico La Cañiza (1932-1934). Fue nombrado delegado local de Prensa y Propaganda de la Falange Española Tradicionalista y de las JONS en La Cañiza en diciembre de 1937. Fue nombrado juez municipal sustituto de este mismo municipio en 1950.

## Vida personal
Se casó en 1877 con Dolores Vesteiro Torres, hermana de Teodosio Vesteiro Torres. Se casaría de nuevo con María Queimadelos en mayo de 1906.